# Michele Fanelli
Michele Fanelli (* 14. September 1907 in Orta Nova; † 13. Dezember 1989) war ein italienischer Marathonläufer.
1932 siegte er beim italienischen Ausscheidungsrennen für die Olympischen Spiele in Los Angeles, bei denen er in 2:49:09 h auf den 13. Platz kam, und wurde italienischer Meister.
1934 wurde er italienischer Meister und Achter bei den Leichtathletik-Europameisterschaften in Turin. 
Am 19. Oktober 1941 stellte er als Zweiter bei einem Marathon in Padua mit 2:33:30 h seine persönliche Bestzeit auf.